# Рефрижераторный контейнер

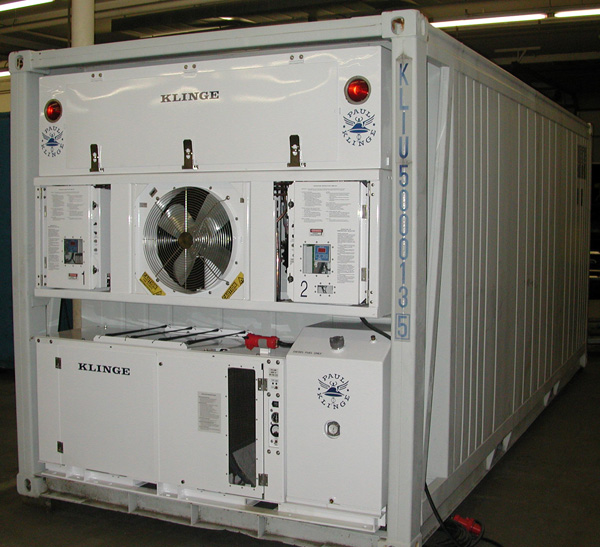
Холодильное оборудование установлено в габарите ISO-контейнера.

Рефконтейнер (Рефрижераторный контейнер, англ. refrigerator container, reefer) — контейнер, оборудованный холодильной установкой. Служит для транспортировки грузов, требующих хранения и транспортировку при пониженной или повышенной температуре, обычно скоропортящихся пищевых продуктов. Чаще всего имеет алюминиевый корпус и пенополиуретановый или утеплитель.
Поскольку такие контейнеры имеют встроенную холодильно-нагревательную установку, они требуют подключения к электропитанию. На складе или на судне это будут стационарные точки для подключения, при транспортировке на трейлере по автодорогам могут использоваться навесные дизель-генераторы («gen sets»), подсоединяемые к контейнерам.
Некоторые контейнеры оборудованы водяной системой охлаждения (пластинчатый жидкостный теплообменник-конденсатор), которая может использоваться в случае, когда контейнер не обеспечен нормальной вентиляцией для отведения тепла. Такие системы являются дорогими, и их использование сокращается по сравнению с обычным воздушным охлаждением конденсатора с помощью вентилятора, встроенного в корпус контейнера-рефрижератора. Этот же вентилятор обычно отвечает и за охлаждение поршневого компрессора холодильной установки, обдувая оребренный корпус электродвигателя и рубашки цилиндров.
При применении контейнеров на складах необходимо обеспечивать хорошую вентиляцию складского помещения, где находятся рефрижераторные контейнеры, поскольку конденсаторы рассеивают в воздух достаточно большое количество тепла, при слишком высокой температуре окружающей среды эффективность работы установок заметно снижается из-за снижения уровня переохлаждения фреона на конденсаторе, также возможна поломка установок.
Значение для общества таких контейнеров заключается в возможности дешёвых перевозок свежей или замороженной пищевой продукции из любых частей мира на контейнеровозах и грузовых автомобилях.

## Устройство
Корпуса рефконтейнеров обычно строятся в Китае. Основные и самые распространенные размеры рефконтейнеров (по длине) — это 20 футов (один TEU), 40 футов (два TEU) и 45 футов.
Холодильные установки рефконтейнеров выпускаются в США, Китае, Малайзии. Основными производителями являются Carrier Transcold, ThermoKing, Daikin, Starcool. Sabroe, Mitsubishi, Seacold сняты с производства.
Благодаря холодильным установкам в рефконтейнере можно поддерживать нужную грузовладельцу температуру из диапазона от −35 до + 30 градусов. Также есть отдельные модели глубокой заморозки, способные снижать температуру в рефрижераторном контейнере до -70 градусов (отличаются конденсатором большего размера для более эффективного рассеивания тепла и более мощным вентилятором, также более низкой температурой кипения фреона). Коэффициент теплопроводности корпуса в пределах 34 ккал/град С * час, поэтому контейнер может быть использован и как изотермический, без включения рефрижераторной установки, также из-за этого чаще всего бывшие в употреблении и списанные рефрижераторные контейнеры переоборудовают под дома-контейнеры с демонтажом холодильной установки.
Сам рефрижератный агрегат работает как компрессорная холодильная машина, по обратному циклу Ренкина: в испарителе фреон изобарно-изотермически закипает, поглощая тепло воздуха, нагнетаемого через испаритель вентилятором, в компрессоре давление и температура фреона повышаются за счёт адиабатного совершения работы над газом, в охлаждаемом водой или воздухом конденсаторе при повышенном относительно испарителя давлении происходит переход фреона из газообразной фазы в жидкую, также изобарно-изотермически, при этом фреон отдаёт значительное количество тепла охлаждающей среде (циркулирующей воде в пластинчатом теплообменнике или же воздуху, нагнетаемому через конденсатор с помощью вентилятора), расширительный клапан понижает давление (адибатное дросселирование), и температуру кипения фреона до заданной. С помощью системы соленоидных клапанов испаритель и конденсатор могут "поменяться местами", т.е. фреон будет поглощать тепло извне, закипая во внешнем теплообменнике, и отдавать тепло через внутренний теплообменник циркулирующему воздуху внутри контейнера, переходя из газообразного состояния в жидкое. Удельная теплота парообразования (количество тепла, которое требуется единице массы вещества для перехода в газообразное состояние) всегда выше удельной теплоёмкости жидкости или газа, как и удельная теплота конденсации (количество теплоты, отдаваемое веществом для перехода из газообразного состояния в жидкое), поскольку энергия затрачивается на преодоление межмолекулярных взаимодействий в жидкости. Также, конструкция компрессора такова, что фреон из испарителя проходит через двигатель компрессора, охлаждая его. Также, фактический процесс в компрессоре не адиабатический, поскольку рубашки цилиндров компрессора охлаждаются.  
Рефрижераторный контейнер работает по следующему принципу: из воздушного оребрённого теплообменника холодильной установки внутрь контейнера с помощью вентилятора подаётся поток воздуха определенной температуры на уровне пола. Затем он проходит по Т-образным профилям пола, а в торце контейнера поднимается по двери к потолку, откуда вновь засасывается вентилятором и нагнетается через воздушный теплообменник обратно в профили пола. В процессе циркуляции воздух, следуя установленным параметрам, охлаждает или нагревает внутренне пространство рефконтейнера. Он обеспечивает влажность и температуру, которые необходимы для оптимального режима сохранности товара.
Рефрижераторный агрегат находится в торце корпуса, оснащается вентилятором и/или фланцами с клапанами для подключения к системе водяного охлаждения (что на данный момент встречается очень редко). Электропитание рефагрегата осуществляется от 3-фазной электрической сети (380В/50Гц) или от дизельного генератора с необходимыми параметрами. Двигатели компрессора и вентиляторов - переменного тока трёхфазные. Потребляемая мощность зависит от сезона, установленного температурного режима, периодичности открывания дверей и характера груза (от 4 до 6 кВт).
Электронный блок управления позволяет устанавливать и поддерживать в автоматическом режиме температуру, влажность воздуха; задавать периодичность цикла оттайки; контролировать работу основных агрегатов (давление и температура в испарителе и конденсаторе, на всасывании и нагнетании компрессора, температура компрессора) и фиксировать их неисправность или сбой в работе (например, недостаточный уровень масла в компрессоре), напоминать персоналу о замене фильтра-осушителя и прочих расходных материалов холодильной установки.
Рефрижераторные агрегаты контейнеров в наше время в основном работают с применением хладагентов «R-404а» и «R-134А».

## Применение
Основное применение рефконтейнеров это, конечно, морские и железнодорожные перевозки. Но рефконтейнеры могут использоваться и как небольшие склады, в стационарном режиме.
На 2002 год в мире применялось около полумиллиона рефконтейнеров, которые обеспечивали около 60 % морских перевозок замороженных грузов.
Усреднённая мощность - порядка 3 кВт на TEU (± 60 %).